# 中华人民共和国经济普查
1949年中华人民共和国政府成立后，截至2005年，共计进行了5次人口普查、7次专项经济普查和2004年综合性的第一次全国经济普查，之前的7次普查属于按照产业或基本单位进行的普查，没有涵盖中国经济诸领域。
2003年7月，国家统计局、国家发展和改革委员会、财政部共同研究报请国务院批准，对国家普查项目的设置和周期安排作重大调整，具体办法是：一是保留原有的人口普查和农业普查，每10年各进行一次；二是将第三产业普查、工业普查和基本单位普查合并，并把建筑业纳入普查范围，在2004年进行第一次全国“经济普查”。全国经济普查以后每10年进行两次，分别在逢3、逢8的年份实施。
- 到第一次全国经济普查为止，中国的医疗卫生行业除生产、流通领域以外，还未将各个层次医院、健康保健机构、诊所纳入服务领域的经济统计。

## 专项经济普查
- 第三产业普查共计1次，1993年6月开始对1991年和1992年全国第三产业进行的普查，标准时点为2004年12月31日
- 基本单位普查共计2次
  - 第一次全国基本单位普查标准时点为1996年12月31日
  - 第二次全国基本单位普查标准时点为2001年12月31日
- 农业普查共计1次，标准时点为1996年12月31日
- 工业普查共计3次
  - 1950年
  - 标准时点为1985年12月31日零时
  - 标准时点为1995年12月31日零时

## 全面经济普查
- 第一次全国经济普查，时间点为2004年12月31日。第一次将以往的工业普查、第三产业普查和基本单位普查三项专项经济普查合并。
- 第二次全国经济普查，时间点为2008年12月31日。
- 第三次全国经济普查，时间点为2013年12月31日。
- 第四次全国经济普查，时间点为2018年12月31日。[1]
- 第五次全国经济普查，时间点为2023年12月31日[2]。